# Hydrure d'aluminium
Alane
Pour les articles homonymes, voir Alane.
L'hydrure d'aluminium, ou alane, est un composé chimique de formule AlH3. Il se présente sous la forme d'une poudre blanche tirant sur le gris lorsque la taille des grains diminue ainsi que lorsque le taux d'impuretés croît. Il est soluble dans le tétrahydrofurane (THF) et dans l'éther diéthylique ; le taux de précipitation d'alane solide depuis une solution d'éther dépend de la méthode de préparation. Très sensible à l'humidité et à l'oxydation, la surface des grains peut être passivée par une fine couche d'alumine Al2O3 ou d'hydroxyde d'aluminium Al(OH)3. Il se décompose en ses constituants lorsqu'il est chauffé au-dessus de 100 °C.
L'alane brûle de manière explosive dans l'air. On connaît plusieurs polymorphes cristallins d'hydrure d'aluminium, notés α, α’, β, γ, δ, ε, ζ, etc. Les phases α et α’ sont les plus étudiées. L'alane α cristallise dans le système cubique ou dans le système trigonal à réseau rhomboédrique tandis que l'alane α’ forme des cristaux en forme d'aiguilles et l'alane γ forme des faisceaux d'aiguilles.
La stabilité sous vide de l'hydrure d'aluminium α peut être sensiblement augmentée en incorporant une fraction massique de 0,01 à 3 % de magnésium. Sa résistance à l'hydrolyse peut également être améliorée par recuit. Sous forme passivée, l'alane est un bon candidat pour les applications de stockage de l'hydrogène pour véhicules à hydrogène ainsi que pour les techniques de production d'électricité par piles à combustibles haut rendement pour applications légères et voitures électriques. L'alane contient une fraction massique d'hydrogène atteignant 10 % du matériau, soit 148 g/L, près du double de l'hydrogène liquide cryogénique à pression atmosphérique (71 g/L). Sous forme non passivée, il fait l'objet de recherches pour des applications comme additif énergétique pour explosifs et dopant pour propergols dans l'astronautique, dont il permettrait d'accroître les performances jusqu'à 10 %.
La molécule AlH3 seule a été isolée dans une matrice de gaz noble à basse température et s'est révélée être plane.

## Préparation
Les hydrures d'aluminium et leurs complexes sont connus de longue date, une publication de 1947 rapportant déjà la synthèse de tels composés. On obtient de l'hydrure d'aluminium en traitant de l'aluminohydrure de lithium LiAlH4 avec du chlorure d'aluminium AlCl3 en éliminant soigneusement le chlorure de lithium LiCl : 
3 LiAlH4 + AlCl3 ⟶ 4 AlH3 + 3 LiCl.
Les solutions d'hydrure d'aluminium dans l'éther diéthylique doivent être utilisées rapidement car l'alane tend à précipiter rapidement et ces solutions se dégradent généralement après trois jours ; AlH3 est plus réactif que LiAlH4.
Il existe plusieurs autres voies de synthèse pour la préparation de l'hydrure d'aluminium :
2 LiAlH4 + BeCl2 ⟶ 2 AlH3 + Li2BeH2Cl2 :
2 LiAlH4 + H2SO4 ⟶ 2 AlH3 + Li2SO4 + 2 H2 ;
2 LiAlH4 + ZnCl2 ⟶ 2 AlH3 + 2 LiCl + ZnH2 (en) ;
2 LiAlH4 + I2 ⟶ 2 AlH3 + 2 LiI + H2.

### Synthèse électrochimique
Plusieurs équipes ont obtenu de l'hydrure d'aluminium par voie élecrochimique,,,, et plusieurs méthodes de production électrochimique d'hydrure d'aluminium ont été brevetées,. L'intérêt de ces procédés est qu'ils permettent d'obtenir de l'hydrure d'aluminium sans impuretés de chlorure. Deux réactions se produisent dans la pile électrochimique de Clasen, constituée de THF comme solvant, d'aluminohydrure de sodium NaAlH4 comme électrolyte, d'une anode en aluminium et d'un fil de fer immergé dans du mercure comme cathode. Le sodium forme un amalgame avec le mercure de la cathode, ce qui évite les réactions parasites, tandis que l'hydrogène produit par la première réaction est piégé et réagit avec l'amalgame de mercure et de sodium pour produire de l'hydrure de sodium NaH. Ce système permet de ne pas perdre de matière initiale. La réaction (1) se produit avec les anodes insolubles, tandis que la dissolution anodique de la réaction (2) se produit pour les anodes solubles :
(1)   2 AlH4− + 2n THF - 2 e− ⟶ 2 AlH3·nTHF + H2 ;
(2)   3 AlH4− + Al + n THF - 3 e− ⟶ 4 AlH3·nTHF.
L'anode en aluminium est progressivement dissoute au cours de la réaction (2), ce qui limite la production d'hydrure d'aluminium pour une cellule électrochimique donnée.
La cristallisation et la récupération d'hydrure d'aluminium généré par voie électrochimique a été démontrée par l'équipe de R. Zidan,, à l'origine du brevet US.

### Hydrogénation de l'aluminium à haute pression
Il est également possible de produire de l'hydrure d'aluminium α par hydrogénation directe d'aluminium à 600 °C sous 10 GPa, ce qui donne de l'AlH3 α pouvant être récupéré à température ambiante.

## Réactions

### Formation d'adduits avec des bases de Lewis
L'hydrure d'aluminium forme facilement des adduits avec les bases de Lewis fortes. Il se forme par exemple les complexes 1:1 et 1:2 avec la triméthylamine. Le complexe 1:1 est tétraédrique en phases gazeuse, mais dimérise à l'état solide avec des atomes d'hydrogène pontants (NMe3Al(μ-H))2. Le complexe 1:2 présente quant à lui une géométrie bipyramidale trigonale. Certains adduits, comme le diméthyléthylamine alane NMe2Et·AlH3 se décomposent sous l'effet de la chaleur pour donner de l'aluminium et peuvent être employés en épitaxie en phase vapeur aux organométalliques (MOCVD).
L'hydrure d'aluminium forme un complexe avec l'éther diéthylique (C2H5)2O, tandis qu'il réagit avec l'hydrure de lithium LiH pour donner de l'aluminohydrure de lithium LiAlH4 :
AlH3 + (C2H5)2O ⟶ H3Al·(C2H5)2O.
AlH3 + LiH ⟶ LiAlH4.

### Réduction de groupes fonctionnels

Réduction d'un acétal par.

En chimie organique, l'hydrure d'aluminium est utilisé essentiellement pour la réduction de groupes fonctionnels. L'hydrure d'aluminium présente une réactivité à bien des égards semblable à celle de l'aluminohydrure de lithium. L'hydrure d'aluminium réduit les aldéhydes, les cétones, les acides carboxyliques, les anhydrides d'acides, les chlorures d'acyle, les esters et les lactones en leur alcool correspondant. Les amides, les nitriles et les oximes sont réduits en leur amine correspondante. L'hydrure d'aluminium diffère cependant des autres hydrures par sa sélectivité vis-à-vis des différents groupes fonctions. Ainsi, au cours de la réduction d'une cyclohexanone substituée comme représentée ci-dessous, l'aluminohydrure de lithium donne un ratio trans:cis de 1,9:1 tandis que l'hydrure d'aluminium donne un ratio trans:cis de 7,3:1 :

Réduction d'une cyclohexanone substituée par le LiAlH4 ou le AlH3.

L'hydrure d'aluminium permet l'hydroxyméthylation de certaines cétones, c'est-à-dire le remplacement d'un C–H par un groupe C–CH2OH au niveau du carbone α. La cétone elle-même n'est pas réduite car protégée sous forme d'énolate.

Hydroxyméthylation d'une cétone sur le carbone α.

L'hydrure d'aluminium peut réduire lentement des halocarbures. Les groupes fonctionnels réactifs comme les acides carboxyliques peuvent être réduits en présence d'halogénures :

Conversion d'un acide carboxylique en alcool primaire.

Les groupes nitro ne sont pas réduits par l'hydrure d'aluminium, de sorte que LaH3 peut réduire un groupe ester sans affecter les groupes nitro :

Clivage d'un ester par AlH3.

AlH3 peut réduire les acétals en diols :
- Réduction d'un acétal par AlH3.

AlH3 peut également ouvrir un cycle époxyde :

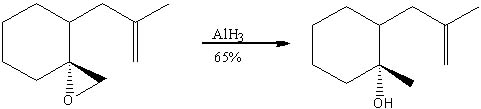
Réduction d'un époxyde par AlH3.

Il est possible de réaliser un réarrangement allylique avec AlH3, qui est une substitution nucléophile SN2 :

AlH3 réduit le dioxyde de carbone CO2 en méthane CH4 :
4 AlH3 + 3 CO2 ⟶ 3 CH4 + 2 Al2O3.